# Fuerza Aérea de Mali
La Fuerza Aérea de Mali (en francés: Armée de l'air du Mali) fundada en 1961, sirve como la principal rama de guerra aérea de las Fuerzas Armadas de Mali. La fuerza se creó inicialmente con la asistencia militar del ejército francés, que proporcionó entrenamiento y equipamiento para establecer las capacidades iniciales de la fuerza aérea. En los años siguientes, la Fuerza Aérea de Malí recibió un apoyo significativo de la Unión Soviética, que proporcionó tanto equipo como entrenamiento.

## Historia
La Fuerza Aérea de Mali se creó en 1961 gracias a la ayuda militar suministrada por Francia. Esta ayuda incluyó el monoplano utilitario MH.1521 Broussard seguido de dos transportes C-47 hasta que fue reemplazado por la ayuda soviética a partir de 1962 con cuatro transportes biplano Antonov AN-2 Colt y cuatro helicópteros ligeros Mil Mi-4.

A mediados de la década de 1960, los soviéticos entregaron cinco cazas MiG-17F y un único entrenador de cazas MiG-15UTI para equipar un escuadrón con base en Bamako-Sénou inicialmente con pilotos soviéticos. En 1971 se entregaron dos transportes Ilyushin Il-14 y un helicóptero Mil Mi-8, seguidos de dos transportes Antonov An-24.

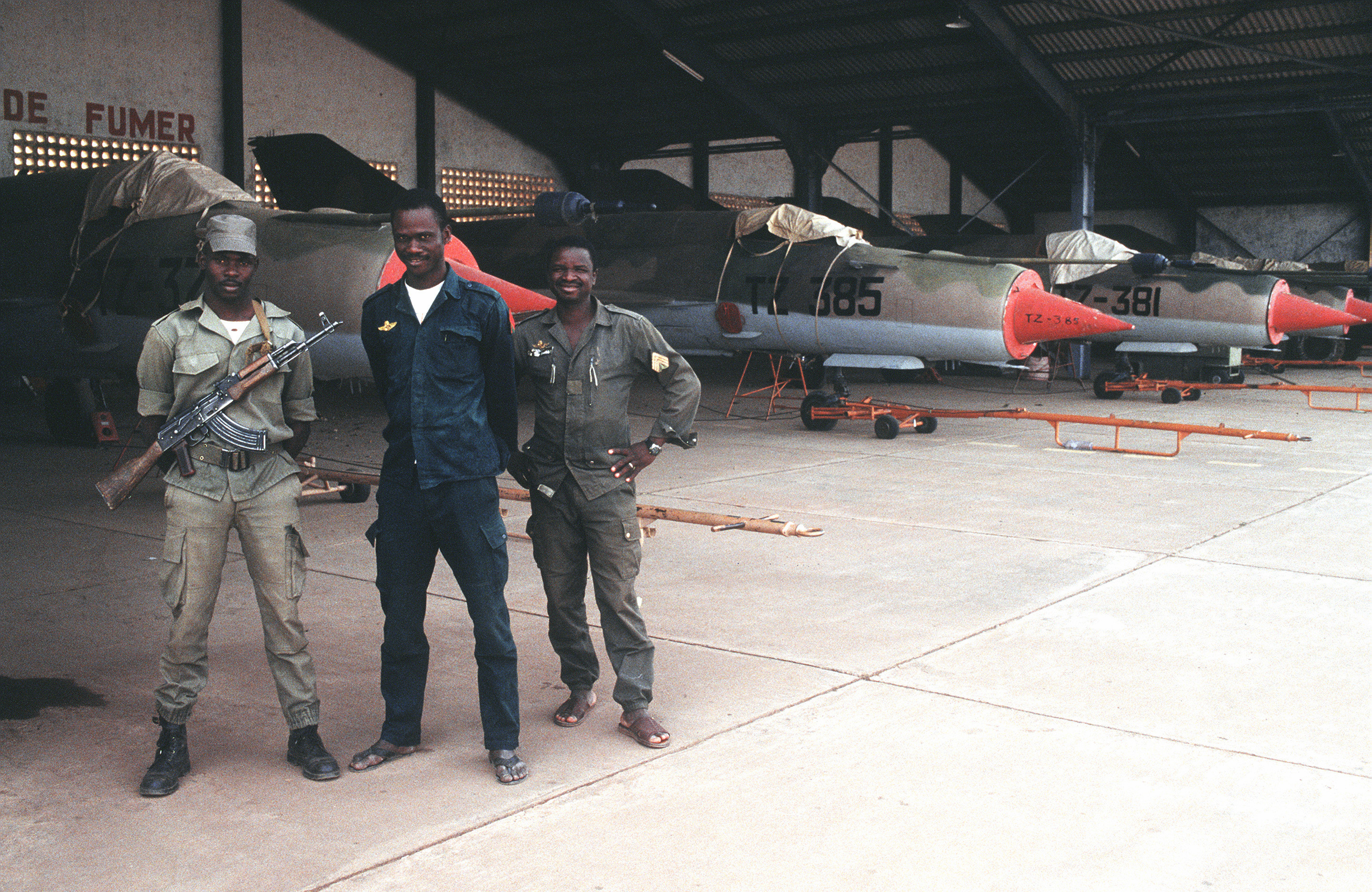
Varios cazas MiG-21bis de la Fuerza Aérea de Malí almacenados en un hangar en Bamako en 1997

En 1974, se obtuvieron doce cazas MiG-21Bis de la Unión Soviética, seguidos de un par de MiG-21UM biplaza un par de años más tarde. Estos MiG-21 iniciales sirvieron junto con los cuatro MiG-17F restantes y entraron en combate en dos ocasiones durante la Guerra de la Franja de Agacher en 1974 contra el Alto Volta, y nuevamente en 1985 contra el mismo país, ahora rebautizado como Burkina Faso. En 2005, se entregaron otros tres MiG-21MF desde la República Checa, reforzando los aviones sobrevivientes. Para 2010, los MiG-21 solo volaban en ocasiones ceremoniales. En enero de 2012, solo un MiG-21MF y un MiG-21UM permanecían completamente operativos hasta que quedaron en tierra por falta de repuestos, municiones y pilotos unos meses después. En enero de 2013, la Fuerza Aérea de Nigeria envió un equipo técnico al Aeropuerto Internacional de  Bamako-Sénou, con el objetivo de poner nuevamente en servicio los MiG-21, pero el proyecto fue abandonado. Otros aviones retirados del servicio fueron seis Aero L-29 Delfín, que se utilizaban para entrenamiento.
En 2011 se ordenaron dos aviones ligeros LH-10 Ellipse, pero nunca se entregaron debido a problemas de producción.
En febrero de 2014, la Unión Europea donó un Cessna 206 equipado con una bola optrónica a la Agencia Nacional de Aviación Civil (ANAC). Destinado a proporcionar vigilancia al aeropuerto internacional de Bamako-Sénou, está pilotado por personal de la Fuerza Aérea de Malí y puede usarse para misiones específicas fuera del área de Bamako.

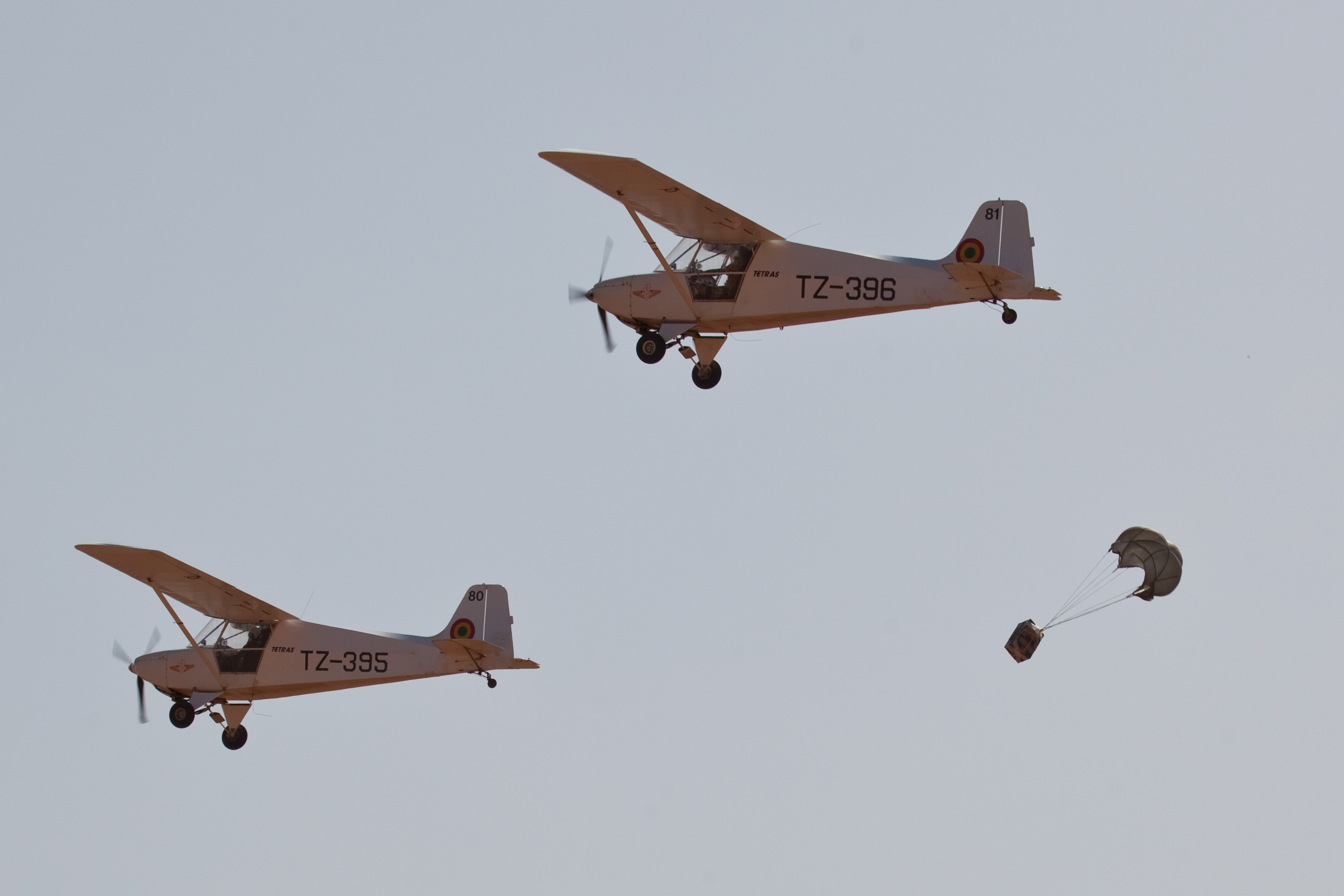
Dos aviones Humbert Tétras malinenses lanzan suministros

En mayo de 2014, se adquirió un Boeing 737-7 BBJ (matrícula TZ-PRM) por 28 millones de euros (aproximadamente 20 mil millones de FCFA) como avión presidencial. Esta compra, en estos períodos de severas restricciones presupuestarias, estuvo en el centro de la polémica, sobre todo porque el avión anterior, un Boeing 727-500 (matrícula TZ-001) no parecía haber alcanzado aún el máximo de su potencial.
En junio de 2015, el gobierno de Malí ordenó seis aviones de ataque ligero Super Tucano a la empresa brasileña Embraer, solo cuatro fueron entregados en julio de 2018. El avión registrado con la matrícula TZ-04 se estrelló el 7 de abril de 2020 en la ciudad de Sévaré al regreso de una misión anti-yihadista cerca de Tombuctú.
En octubre de 2021, Malí compró cuatro helicópteros Mil Mi-17 entregados por Rusia. En enero de 2023, la Fuerza Aérea de Malí recibió de Rusia un lote de aviones y helicópteros en una ceremonia presidida por el líder del gobierno militar, coronel Assimi Goita, y el embajador de Rusia, Igor Gromyko. De acuerdo con un comunicado oficial el gobierno de Malí recibió un cazabombarderos Sukhoi-25, cinco aviones de entrenamiento Aero L-39 Albatros y dos helicópteros Mi-8. «Estas adquisiciones de vectores aéreos contribuirán a aumentar las capacidades de las Fuerzas Armadas», destacaron en el  comunicado.
En septiembre de 2023, el gobierno maliense perdió su último Su-25 debido a un accidente provocado por un misil lanzado por rebeldes de Azawad. Aunque, el piloto logró eyectarse sin problemas.

## Bases de la Fuerza Aérea

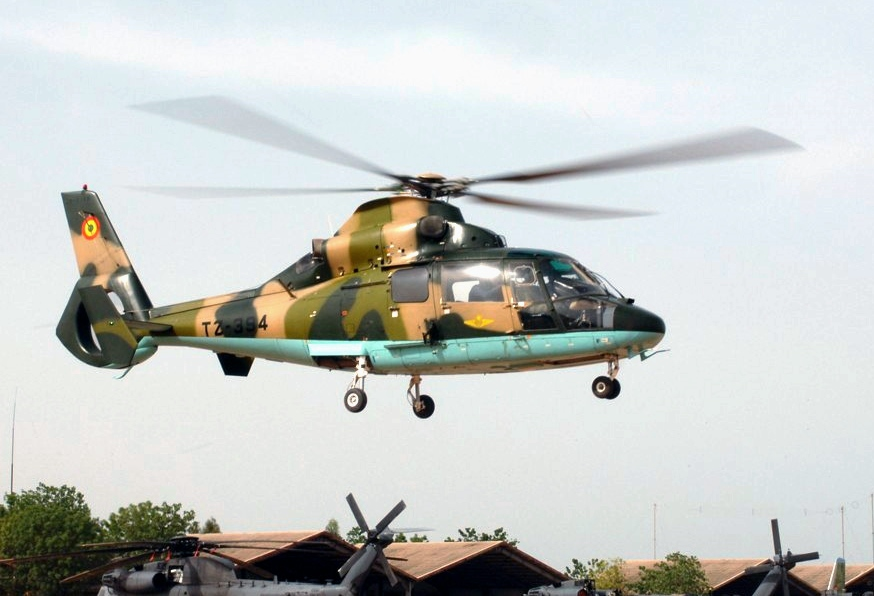
Un helicóptero Harbin Z-9 en junio de 2005

Actualmente la Fuerza Aérea de Malí cuenta con las siguientes bases aéreasː 
- Base Aérea 100 en Bamako ;
- Base Aérea 101 en Sénou ;
- Base Aérea 102 en Sévaré;
- Base Aérea secundaria de Gao ;
- Base Aérea secundaria Tessalit ;
- Base Aérea secundaria de Tombouctou.

## Aeronaves

### Inventario actual
Aeronaves en servicio en 2025:
| Aeronave                     | Fotografía | Origen          | Tipo                              | Variante             | Número  | Notas |
| Combate                      | Combate    | Combate         | Combate                           | Combate              | Combate | Combate |
| ---------------------------- | ---------- | --------------- | --------------------------------- | -------------------- | ------- | --- |
| MiG-21                       |            | Unión Soviética | Avión de caza                     | MiG-21MF MiG-21UM    | 9       | 12 MiG-21MF y 2 MIG 21UM entregados desde 1977, hasta 2009 estos aviones estaban en condiciones de vuelo. A partir de diciembre de 2022, habría nueve aparatos en condiciones de vuelo.                                                                                |
| Sukhoi Su-25                 |            | Rusia           | Avión de ataque a tierra          | Su-25                | 2       | 2 Su-25 de segunda mano recibidos de Rusia el 9 de agosto de 2022. Solo dos meses después de la entrega, uno se perdió en un accidente el 4 de octubre de 2022. Se entregó otra unidad el 19 de enero de 2023.                                                         |
| Embraer EMB 314 Super Tucano |            | Brasil          | Avión contrainsurgencia           | A-29B                | 3       | 6 aviones ordenados en junio de 2015 para ser entregados en 2018. El pedido se redujo a 4 aviones, todos entregados en septiembre de 2018. Uno de los cuatro aparatos entregados se perdió el 7 de abril de 2020.                                                      |
| Aero L-39 Albatros           |            | Rusia           | Entrenador / ataque               | L-39ZA               | 12      | 4 L-39ZA de segunda mano recibidos de Rusia el 9 de agosto de 2022. 5 más entregados el 19 de enero de 2023. También se utilizan para misiones de ataque a tierra, control fronterizo y reconocimiento.                                                                |
| Reconocimiento               |            |                 |                                   |                      |         | |
| Cessna 208                   |            | Estados Unidos  | Reconocimiento                    | C208 ISR             | 1       | Un Cessna C-208 ISR Donado por la Unión Europea en abril de 2019, usado para misiones de inteligencia, vigilancia y reconocimiento (ISR). |
| Transporte                   |            |                 |                                   |                      |         | |
| Harbin Y-12                  |            | China           | Transporte                        | Y-12E                | 2       | |
| Basler BT-67                 |            | Estados Unidos  | Transporte/ utilitario            |                      | 1       | C-47 de segunda mano, convertidos en BT-67, tres entregados en 1997 y 1998 por los Estados Unidos, uno en servicio en 2022. |
| CASA C-295                   |            | España          | Transporte                        | C295W                | 2       | 1 entregado en 2017 y otro en 2022 por Airbus. |
| Antonov An-26                |            | Ucrania         | Transporte                        | An-26                | 1       | |
| Britten-Norman BN-2          |            | Reino Unido     | Transporte                        |                      | 1       | |
| Cessna 208 Caravan           |            | Estados Unidos  | Transporte/ utilitario            | 208B                 | 1       | Entregado el 2 de abril de 2019. Ofrecido por la Unión Europea como parte del Programa de Apoyo para el Fortalecimiento de la Seguridad en las Regiones de Mopti y Gao y para la Gestión de Áreas Fronterizas (PARSEC).                                                |
| Helicópteros                 |            |                 |                                   |                      |         | |
| Mil Mi-8                     |            | Unión Soviética | Helicóptero de transporte militar |                      | 6       | 4 Mi-8m entregados por Rusia el 9 de agosto de 2022. Malí recibió otros dos Mi-8 el 19 de enero de 2023. |
| Mil Mi-17                    |            | Rusia           | Helicóptero de transporte militar |                      | 4       | Entregados en 2021 por Rusia, registro: TZ-41H, TZ-42H, TZ-43H, TZ-44H. |
| Mil Mi-24                    |            | Rusia           | Helicóptero de ataque             | Mi-24D Mi-24P Mi-35M | 4 3 4   | 4 Mi-24D en servicio desde enero de 2021. 4 Mi-35M ordenados en 2016, 2 de los cuales entregados en 2017 y dos en enero de 2021. Dos Mi-24P de segunda mano entregados en marzo de 2022. Un Mi-24P de segunda mano adicional recibido de Rusia el 9 de agosto de 2022. |
| Eurocopter AS332             |            | Francia         | Helicóptero de transporte militar | AS 332L              | 2       | Antiguamente de Bristow Helicopters |
| Entrenamiento                |            |                 |                                   |                      |         | |
| Humbert Tétras               |            | Francia         | Avión de entrenamiento            | Tétras M             | 14      | |
| Aermacchi SF-260             |            | Italia          | Avión de entrenamiento            |                      | 1       | Dos aparatos de segunda mano cedidos por Libia en 2010 (entregados en 2011) con motivo del cincuentenario de Malí. Parece que solo queda uno operativo. |

### Antiguo inventario
En diferentes periodos de su historia la Fuerza Aérea de Malí ha contado con las siguientes aeronaves Mikoyan-Gurevich MiG-15, Areo L-29, Mikoyan-Gurevich MiG-17, Ilyushin Il-14, Antonov An-2, An-24 y Mil Mi-4.